# Diplolepis spinosissimae
A párnás rózsagubacs (Diplolepis spinosissimae) okozója egy gubacsdarázs (Cynipidae), amely különféle vadrózsa (Rosa sp.) fajok levelein és levélnyelén okoz egy- vagy többkamrás gubacsokat. A párnás rózsagubacsot okozó gubacsdarázs a Diplolepis génusz egyik Nyugat-Palearktikus képviselője. A gubacsok a rózsalevelek mindkét oldalán látszanak. A kamrák a mezofillum kiöblösödései. A gubacsok hosszúkás, párna alakúak, zöldes vagy vöröses színűek. Éretten megbarnulnak és késő ősszel a levelekkel együtt hullnak le az avarba.
A D. spinosissimae gubacsokban, akárcsak a többi rózsagubacsban, összetett parazitoid közösség fejlődik. A megszokott fémfürkész családok Torymidae, Eurytomidae, Pteromalidae és Eupelmidae fajai alkotják a közösség többségét.
A Diplolepis nemzetség Nyugat-Palearktikus elterjedésű fajai közül a D. spinosissimae legközelebbi rokonai a D. rosae és D. mayri, a D. nervosa és a D. eglanteriae egy külön kládot alkotnak.